# 헤더 비어스
헤더 비어스(Heather Beers)는 미국의 배우, 성우이다.

## 영화
- 러브, 케네디 (2017년)
- 와플 스트리트 (2015년)
- 크리스마스 드래곤 (2014년)
- 12 독스 오브 크리스마스: 그레이트 퍼피 레스큐 (2012년)
- 파더 인 이스라엘 (2009년)
- 원스 어폰 어 썸머 (2009년) - 앤디 역
- 락 앤 롤 포에버 (2008, Lock and Roll Forever)
- 프러펜서티 (2006년) - 멜로디 역
- 달려라, 타이코 (2005년)
- 뱁티스츠 앳 아워 바비큐 (2004년) - 채러티 역
- 찰리 (2002년)